# دانيال كومبتون
دانيال كومبتون هو سياسي كندي، ولد في 28 يناير 1915، وتوفي في 18 أبريل 1990. انتخب Speaker of the Legislative Assembly of Prince Edward Island ‏.